# سیارک ۲۳۳۲۲
سیارک ۲۳۳۲۲ (به انگلیسی: 23322 Duyingsewa، نامگذاری:2001BW24) بیست و سه هزار و سیصد و بیست و دومین سیارک کشف شده‌است که در ۲۰ ژانویه ۲۰۰۱ کشف شد.
قدر مطلق سیارک برابر ۹.۸ است.